# Turbina Pelton

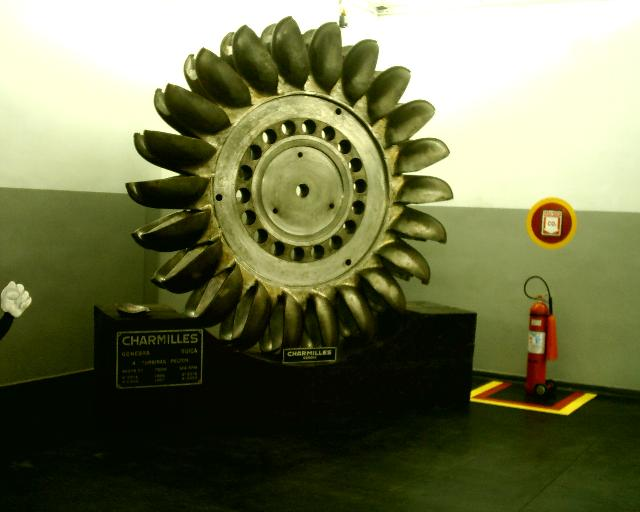
Turbina Pelton

A turbina Pelton é uma turbina hidráulica de acção, isto é, funciona à pressão atmosférica, inventada por Lester Allan Pelton na década de 1870. É constituída por uma roda e um ou mais injectores, cuja função é transformar a energia de pressão do escoamento em energia cinética, orientando esse mesmo escoamento para a roda. É mais adequada para grandes quedas úteis ( entre os 350 m até 1100 m). Este modelo de turbina opera com velocidades de rotação maiores que as outras, e tem o rotor de característica bastante distintas. Os jactos de água provinientes dos injectores ao chocarem com as pás do rotor (em forma de dupla colher) geram o impulso que faz com que a roda se mova.

## Injetor
Dependendo da potência que se deseja gerar, podem ser acionados 6 injetores simultaneamente, ou apenas cinco, quatro, etc. O número normal de injetores varia de dois a seis, igualmente espaçados angularmente para garantir o equilíbrio dinâmico do rotor. Para controlar o fluxo nos injetores, uma agulha é instalada em seu interior. Após a água atingir as lâminas, ela é coletada em um canal de retorno, para que possa ser reaproveitada.
Os jatos d'água focam tangencialmente na roda, maximizando a produção de energia da turbina. Porém, o fluxo nem sempre é constante, portanto, além da agulha, os injetores também são equipados com defletores que permitem desviar os jatos da roda. Isto pode acontecer, por exemplo, quando há uma queda brusca na potência solicitada à turbina. Desta forma, a agulha pode fechar progressivamente, reduzindo a vazão, evitando altas sobrepressões devido ao golpe de aríete, ou sobrevelocidades de rotação indesejáveis.

## Roda
A roda pode ser instalada na horizontal ou na vertical, dependendo muito da dimensão da roda. Se for uma turbina de grandes dimensões beneficiará se for horizontal pois a água que cai das pás, depois de ter embatido nestas, iria causar efeitos secundários potencialmente indesejados.

## Limitações
Um dos maiores problemas destas turbinas, devido à alta velocidade com que a água se choca com o rotor, é a erosão provocada pelo efeito abrasivo da areia misturada com a água, comum em rios de montanhas. As turbinas Pelton, devido a possibilidade de accionamento independente nos diferentes bocais, tem uma curva geral de eficiência plana, que lhe garante bom desempenho em diversas condições de operação.